# Gul'keviči
Gul'keviči (anche traslitterato come Gulkeviči o Gulkevichi) è una città della Russia europea meridionale (kraj di Krasnodar), situata nella pianura ciscaucasica, 150 km a nordest di Krasnodar; è il capoluogo amministrativo del distretto omonimo.
Fondata nel 1875 come insediamento annesso alla stazione ferroviaria omonima, ricevette status di città nel 1961; è oggi un piccolo centro industriale (materiali da costruzione, alimentare, acciaierie).

## Società

### Evoluzione demografica
Fonte: mojgorod.ru
- 1959: 15.700
- 1979: 27.300
- 1989: 31.700
- 2002: 35.141
- 2007: 35.000